# Poema Newland
Poema Newland (Narbona, 4 de mayo de 2000) es una deportista francesa que compite en vela en la clase Formula Kite. Ganó tres medallas en el Campeonato Europeo de Formula Kite entre los años 2021 y 2024.

## Palmarés internacional
| \| Campeonato Europeo \| Campeonato Europeo \| Campeonato Europeo \| Campeonato Europeo \| \| Año \| Lugar \| Medalla \| Clase \| \| ------------------ \| ------------------------ \| ------------------ \| ------------------ \| \| 2021 \| Montpellier (Francia) \| Medalla de plata \| Formula Kite \| \| 2023 \| Portsmouth (Reino Unido) \| Medalla de bronce \| Formula Kite \| \| 2024 \| Los Alcázares (España) \| Medalla de bronce \| Formula Kite \| |                          |                   |              |
| Campeonato Europeo |                          |                   |              |
| Año | Lugar                    | Medalla           | Clase        |
| 2021 | Montpellier (Francia)    | Medalla de plata  | Formula Kite |
| 2023 | Portsmouth (Reino Unido) | Medalla de bronce | Formula Kite |
| 2024 | Los Alcázares (España)   | Medalla de bronce | Formula Kite |